# Cadillon
Cadillon ist eine französische Gemeinde mit 103 Einwohnern (Stand 1. Januar 2022) im Département Pyrénées-Atlantiques in der Region Nouvelle-Aquitaine (vor 2016: Aquitanien). Die Gemeinde gehört zum Arrondissement Pau und zum Kanton Terres des Luys et Coteaux du Vic-Bilh (bis 2015: Kanton Lembeye).
Der Name in der gascognischen Sprache lautet Cadilhon.

## Geographie
Cadillon liegt circa 45 Kilometer nordöstlich von Pau in der Region Vic-Bilh in der historischen Provinz Béarn am nordöstlichen Rand des Départements auf einer langgestreckten Anhöhe zwischen den Tälern des Lées und des Lisau.
Umgeben wird Cadillon von den Nachbargemeinden:
| Saint-Jean-Poudge | Conchez-de-Béarn                            | Mont-Disse      |
| Vialer            | Kompassrose, die auf Nachbargemeinden zeigt | Aurions-Idernes |
|                   | Arricau-Bordes                              |                 |

Cadillon liegt im Einzugsgebiet des Flusses Adour und wird durchquert von einem seiner Nebenflüsse, dem Lées, und zwei Zuflüssen des Larcis, Lisau und Ruisseau de Libet.

## Geschichte
Im Kopialbuch der Abtei von Saint-Pé-de-Bigorre wurde im 11. Jahrhundert die Motte Castrum Cadelionense erwähnt, die wahrscheinlich auf einem ehemaligen Lager aus gallorömischer Zeit errichtet wurde. Diese Burg war aufgrund der exponierten geografischen Lage so wertvoll, dass sie zweimal, 1170 und 1212, als Pfand gegenüber dem König von Aragon diente. Im 12. Jahrhundert nahm der Grundherr von Cadillon eine bedeutende Stellung am Hof des Vicomtes von Béarn ein. In der Folge wurde ein zweites Schloss am Fuß der Motte gebaut.
Weitere Toponyme und Erwähnungen der Gemeinde waren in der Folge Cadelho (1104, Kopialbuch des Bistums Lescar), Cadelo (1131, Kopialbuch von Morlaàs), Cadelon (1170, laut Pierre de Marcas Buch Histoire de Béarn), Cadellio (1344, Urkunden der Vicomté von Béarn), Cadalhoo und Cadelhoo (1385 bzw. 1402, Volkszählungen) und Cadilhon (1736, Zählung von Conchez).
Auf der Karte von Cassini 1750 ist Cadillon in der heutigen Namensform eingetragen.

### Einwohnerentwicklung
Nach einem Höchststand von 479 Einwohnern in der Mitte des 19. Jahrhunderts ist die Einwohnerzahl bei kurzen Phasen von Stabilisierungen bis zur Jahrtausendwende um insgesamt rund 80 % auf unter 100 zurückgegangen. Seitdem hat sie sich stabilisiert.
| Jahr      | 1962 | 1968 | 1975 | 1982 | 1990 | 1999 | 2006 | 2009 | 2022 |
| --------- | ---- | ---- | ---- | ---- | ---- | ---- | ---- | ---- | ---- |
| Einwohner | 138  | 130  | 121  | 110  | 104  | 93   | 100  | 103  | 103  |

## Sehenswürdigkeiten
- Ortskirche, gewidmet Martin von Tours und Maria, der Mutter Jesu. Sie ist ursprünglich als romanischer Bau vermutlich im 12. Jahrhundert errichtet worden. Gesicherte Annahmen sind der Bau auf den Ruinen einer Burg aus dem 11. Jahrhundert und die Wiederverwendung eines der Türme der ehemaligen Ringmauer im westlichen Teil des Gebäudes. Die romanische Apsis stammt aus der Kapelle der früheren Burg. Während der Hugenottenkriege wurde die Kirche wahrscheinlich zerstört und in Etappen zwischen dem 16. und 19. Jahrhundert wieder aufgebaut. Eine Restaurierung im 19. Jahrhundert brachte den romanischen Chor zutage, der bis zu jener Zeit hinter Putz verborgen gewesen war.[9][10] Eine Pietà aus dem 19. Jahrhundert befindet sich in der Kirche, ein Werk eines Künstlers aus Gent. Die Statue aus bemalter Terrakotta zeigt eine schmerzerfüllte Maria mit dem Leichnam des vom Kreuz abgenommenen Jesus Christus auf ihrem Schoß.[11]

- Statue der Unbefleckten Empfängnis. 1891 wurde eine Mission durchgeführt, um der wachsenden Abwendung vom Christentum in ländlichen Gebieten gegenzusteuern. Im Gedenken an diese Mission hat die Pfarrgemeinde eine Statue der Unbefleckten Empfängnis auf einer Stele aufstellen lassen. Maria wird hier in einer betenden Position dargestellt, die Augen gen Himmel gerichtet. Als traditionelle Kleidung trägt sie ein weißes Kleid und eine blaue Stola.[12]

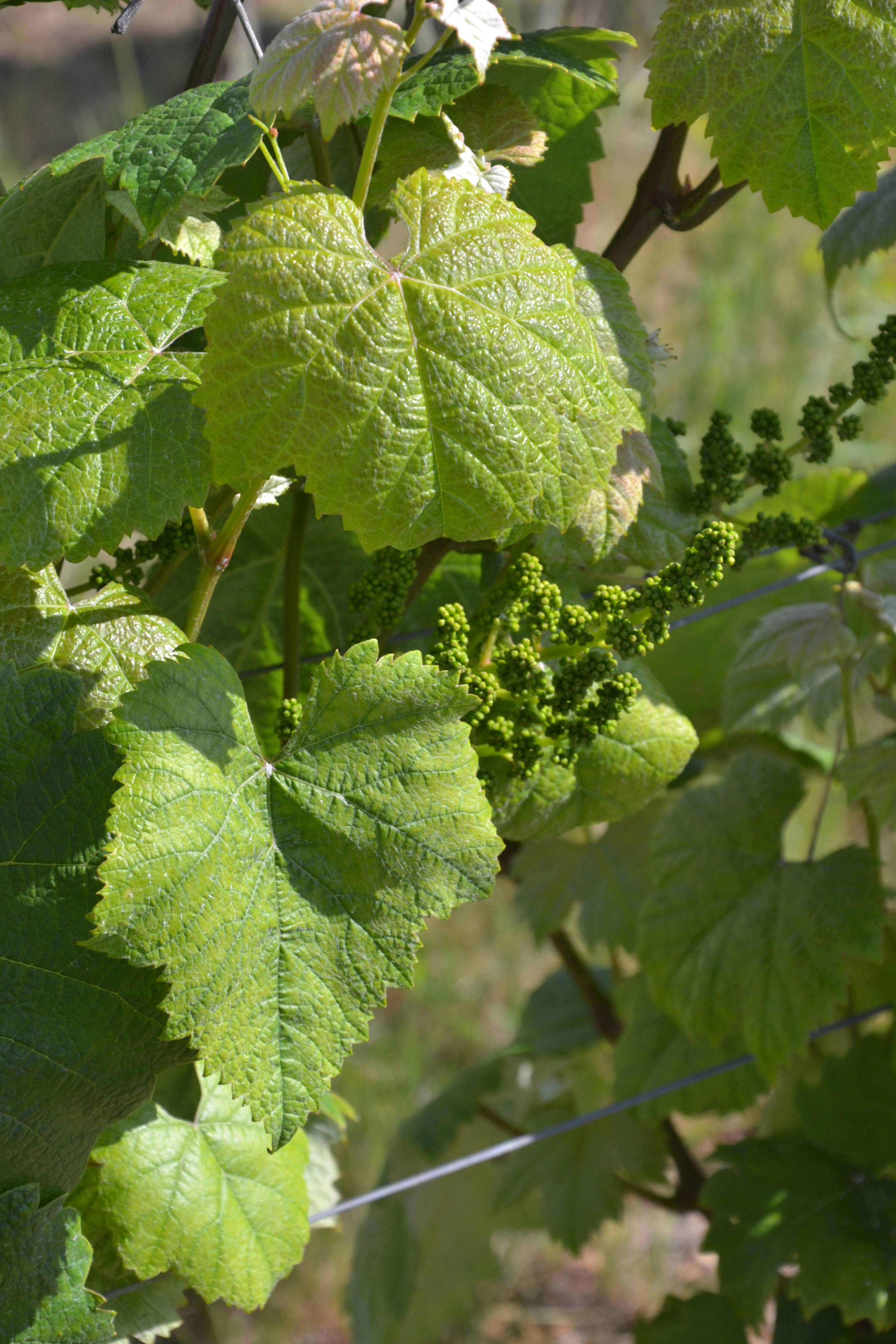
Weinrebe des Béarn

## Wirtschaft und Infrastruktur
Auf dem Gebiet der Gemeinde befinden sich Erdöl- und Erdgasvorkommen, die seit den 1980er Jahren gefördert werden. Darüber hinaus ist der Weinanbau ein wichtiger Wirtschaftsfaktor der Gemeinde. Cadillon liegt in den Zonen AOC der Weinanbaugebiete des Béarn, Madiran und Pacherenc du Vic-Bilh.

### Verkehr
Cadillon wird durchquert von den Routes départementales 13 und 219.